# Kistufjall (berg i Island, Norðurland eystra, lat 66,05, long -18,58)
Kistufjall är ett berg i republiken Island. Det ligger i regionen Norðurland eystra, 260 km nordost om huvudstaden Reykjavík. Toppen på Kistufjall är 1 070 meter över havet, eller 626 meter över den omgivande terrängen. Bredden vid basen är 9,5 km.
Runt Kistufjall är det mycket glesbefolkat, med 3 invånare per kvadratkilometer. Närmaste större samhälle är Dalvík, 10,0 km söder om Kistufjall.